# Electronic Banking Internet Communication Standard
EBICS (ou Electronic Banking Internet Communication Standard) est un protocole de communication sécurisé permettant l’échange de fichiers entre des clients et des établissements bancaires.

## Origines
EBICS a été conçu par le ZKA (en) (Zentrale Kreditausschuss) et a été ensuite choisi par le Comité français d'organisation et de normalisation bancaires (CFONB), dans le cadre du remplacement d’ETEBAC. Ses modalités de fonctionnement et de distribution sont analogues à ces anciens protocoles. Les modalités d’utilisation pour la communauté française ont été précisées dans un « Guide de mise en œuvre »
.

## Aspects techniques
EBICS est un protocole sur IP, utilisant des messages XML véhiculés par le standard HTTPS. EBICS utilise les standards RSA, AES et X.509 pour ses aspects cryptographiques.
EBICS utilise trois paires de clés RSA : 
- La clé de signature pour créer la signature électronique du fichier d'ordre.
- La clé de chiffrement, pour transmettre la clé AES ayant servi pour chiffrer le fichier d'ordre (on a donc un chiffrement hybride).
- La clé d'authentification, pour signer le message XML EBICS.

L'implémentation française utilise des certificats X.509 pour la gestion de ces trois paires de clés.
EBICS permet aussi bien de transmettre des fichiers XML comme ceux utilisés par SEPA que les fichiers des anciens formats fixes. Avant d'être transmis, un fichier d'ordre est zippé, chiffré, puis encodé en Base64. Le résultat est ensuite découpé en segments de 1 Mo maximum, et chacun de ces segments est inséré dans un message XML. 
La transaction EBICS se fait toujours à l'initiative du client, que ce soit dans le sens du client vers la banque (virements, prélèvements...) ou dans le sens de la banque vers le client (relevés de compte...).

## Versions
Deux versions du protocole sont prévues en France : 
- EBICS T, destiné à remplacer ETEBAC3
- EBICS TS, avec signature, destiné à remplacer ETEBAC5